# انحلال

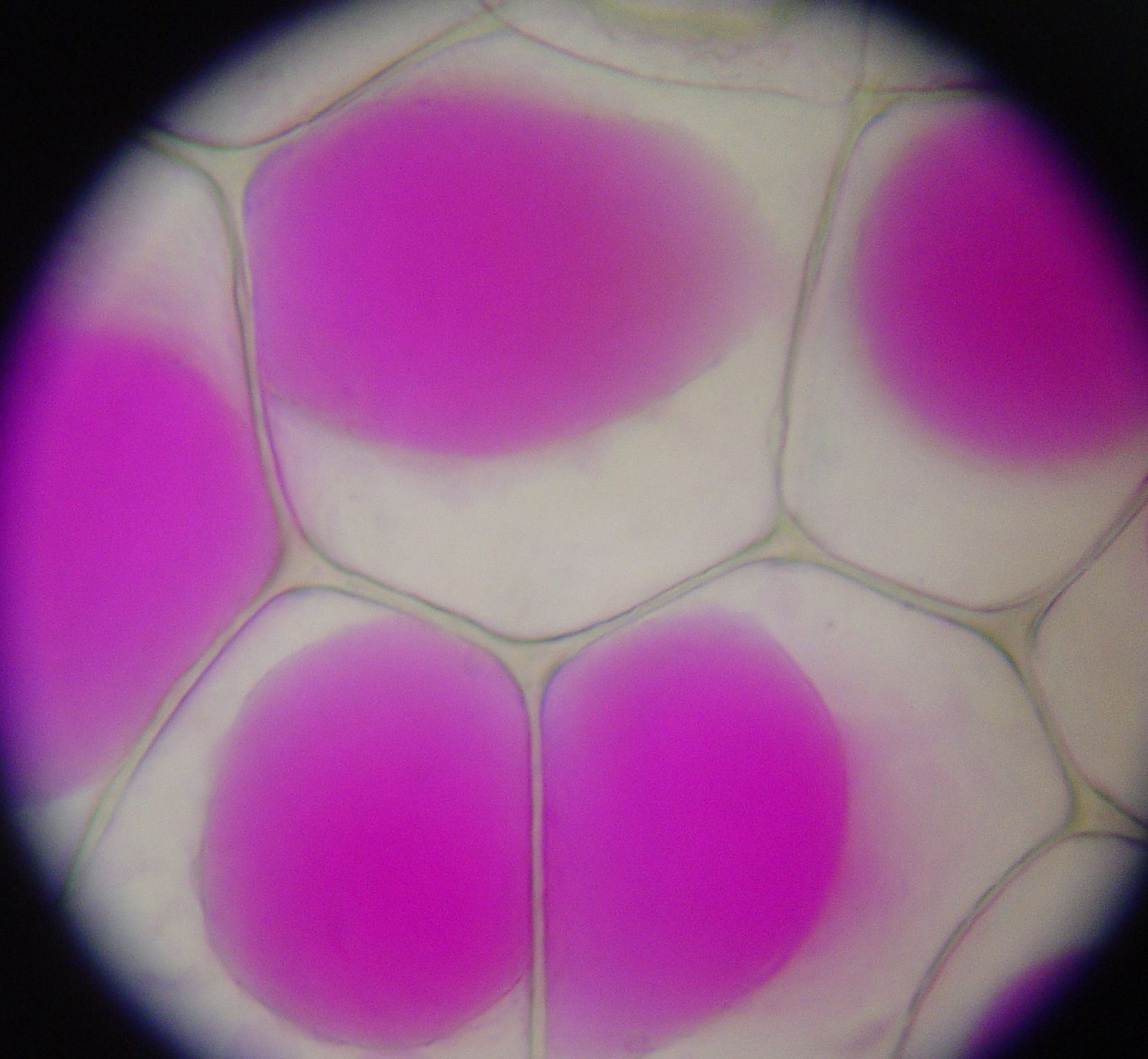

الانحلال (بالإنجليزية: Lysis)‏ في علم الأحياء هو تمزق أو انحلال غشاء خلية حية ، يحدث غالبا بواسطة فيروس أو إنزيم أو الضغط الأزموزي . في معامل بيولوجيا الجزيئات والكيمياء البيولوجية وبيلوجيا الخلية تحلل أحيانا مزارع خلايا بغرض تنقية مكوناتها مثلما في تنقية البروتين، واستخراج الدنا ، واستخراج الرنا أو عند تنقية عضيات الخلية.
تتعرض كثير من أنواع البكتيريا إلى الانحلال بواسطة إنزيم ليزوزيم الذي يوجد في لعاب الحيوانات وفي بياض البيض وفي بعض الإفرازات الأخرى.
يستطيع فيروس عاثية افراز انزيم يعمل على تحلل خلية بكتيريا .

البنسلين وما يشابهه من المضادات الحيوية مثل β-lactam يمكنها القضاء على البكتيريا حيث أنها تعمل على تمزق الغشاء الخلوي للبكتيريا .

عندما نفقد الخلية جدارها بالكامل بواسطة البنسلين نتحدث عن البكتيريا بأنها بروتوبلاست إذا كانت بكتيريا إيجابية الغرام ، أو نسميها «سفيروبلاست» إضا كانت البكتيريا من نوع بكتيريا سلبية الغرام.

## اقرأ أيضا
- تمزق خلية
- غرانزيم
- بيرفورين